# Labialisation
Ne doit pas être confondu avec Labiovélarisation.
La labialisation est un trait d'articulation secondaire des sons d'une langue, le plus souvent utilisé pour les consonnes. La labialisation, en termes simples, repose sur l'utilisation des lèvres comme dispositif secondaire d'articulation, pendant que le reste  de la bouche produit un autre phonème. 
Le terme de labialisation est souvent employé, de façon large, pour désigner le processus apparenté de labiovélarisation. Certaines consonnes complexes sont labio-vélarisées ou arrondies, pourvues d'un relâchement sous forme d'une spirante labio-vélaire [w], noté [ʷ] dans l'API.
Bien que la labialisation ne soit pas universelle parmi les langues du monde, elle est extrêmement répandue. Elle apparaît dans des familles aussi variées que les langues caucasiennes (langues nakho-daghestaniennes et langues abkhazo-adygiennes), les langues athapascanes, les langues salish, les langues sahaptiennes et, dans une perspective diachronique, dans la proto-langue indo-européenne pour laquelle on reconstruit une série de consonnes vélaires labialisées (ou, plus exactement, labiovélarisées). Dans le domaine indo-européen, ces consonnes ont été notamment préservées en mycénien, en latin et en italien.
Trois modes d'arrondissement des lèvres existent dans l'anglais américain : lâche, tendu et absent. L'arrondissement lâche est utilisé dans sh, ch, r, et j. L'arrondissement tendu est utilisé pour créer le son w. Pour l, l'arrondissement est absent.
Cette information est notamment très utile aux personnes dont l'anglais n'est pas la langue maternelle, qui utilisent d'autres muscles articulatoires pour l'émission de ces sons. Par exemple, il est possible d'apprendre la différence entre "r" et "l" en s'entraînant à arrondir correctement les lèvres et à bien positionner sa langue.
L'arrondissement des lèvres constitue certainement le mode le plus commun de labialisation, mais il y en a d'autres. On a trouvé les types d'articulation labiale suivants, qui constituent divers modes de réalisation de la labialisation :
- arrondissement labial, avec ou sans protrusion des lèvres (comme en navajo) ;
- friction labiodentale (comme en abkhaze) ;
- friction bilabiale (comme en oubykh) ;
- roulement bilabial (comme en oubykh) ;
- plosion bilabiale (comme en oubykh).

La labialisation se réfère aussi à un type spécifique de processus d'assimilation par lequel un son donné devient labialisé grâce à l'influence de sons labiaux voisins.

## Transcription
Dans l’alphabet phonétique international (API), la labialisation est transcrite à l’aide de la lettre w en exposant [ʷ] (indiquant la labiovélarisation) et, avant 1989, à l’aide de la diacritique oméga souscrit [◌̫].
Les sifflantes labialisées sourdes et voisées pouvaient être transcrites avec les symboles [σ, ƍ] et les fricatives palatales ou palatoalvéolaires labilalisées avec [ƪ, ƺ], mais ses symboles en désuétude sont retirés de l’API en 1976. Les sifflantes labialisées sont transcrites avec [θ̫, ð̫] ou [s̫, z̫] jusqu’en 1989 et maintenant [θʷ, ðʷ] ou [sʷ, zʷ], et les fricatives palatales ou palatoalvéolaires labialisées avec [ʃ̫, ʒ̫] jusqu’en 1989 et maintenant [ʃʷ, ʒʷ].
Le sigma σ est plus souvent utilisé en phonologie comme symbole pour la syllabe.